# 仲根なのか
仲根 なのか（なかね なのか、2001年7月7日 - ）は、日本のグラビアアイドル、タレント。茨城県出身。サンミュージックプロダクション所属。かつて、アルシエルプロモーション、アイエス・フィールドに所属していた。旧芸名は「愛萌 なの」（まなも なの）。

## 経歴
デビューのきっかけは、「地下アイドルとして活動していたが、新型コロナの影響で活動の幅が広がらないことを悩んでいるときに、スカウトされた」と述べている。
2021年3月1日発売の『週刊プレイボーイ』（2021年3月15日号、集英社）でグラビアデビュー。
2021年6月、2020年12月からエントリーしていた「ヤンチャンベスト2021オーディション」（「ヤングチャンピオン」（秋田書店)、R・I・P、UUUMの3社共同開催）で、グランプリを受賞。
2021年9月27日発売の『週刊プレイボーイ』（集英社）の誌面企画「超次世代グラドルボイン番付 2021年秋場所」にて、「西の横綱」に選出。
2021年10月1日、これまで所属したアルシエルプロモーションからアイエス・フィールドに所属することを自身のTwitterで報告した。
2022年5月2日発売の『週刊プレイボーイ』（No.20・21、集英社）と『週プレ グラジャパ!』の連動企画「新人発掘、争奪バトル! 週プレ編集者の隠し玉GP」にて、担当編集とりの推薦としてエントリー。
2022年8月5日、「日本グラビアクイーンコンテスト」（主催：GMOアダム株式会社）にエントリー。同年8月24日、1次選考を10位で通過。
2022年9月30日、所属事務所アイエスフィールドを円満退社することになったことを自身のTwitterで報告した。
2022年12月17日、東京・秋葉原のソフマップで開催カレンダーリリースイベントにて、「サンミュージックプロダクション」に所属すること、併せて芸名を「愛萌なの」から「仲根なのか」に改名することを発表した。
2023年7月8日、「第4回サンスポGoGoクイーンオーディション」（サンケイスポーツ主催）にエントリー。同7月24日、予選後半戦を2位で通過し本選に進出。同8月20日、本選を2位で通過し準決勝に進出。同10月22日、ファイナリストに選出。同10月28日、東京・池袋で開催されたグランプリ発表イベントにて永瀬ひな、水沢まいとともにグランプリを受賞し4代目女王に。また、「ベストフォトセッション賞」を併せて受賞した。

## 人物
- 趣味：蕎麦打ち、サウナ[1][2]。
- 特技：アクロバット、大車輪[1][2]。
- 資格：秘書検定3級、ビジネス文書検定3級、TOEIC600点、英検準二級、サウナスパ健康アドバイザー[1]。
- 高校3年生までの約10年間、器械体操に没頭しており、身体が柔らかいことがチャームポイントであり、キャッチコピーが「軟体グラドル」である[3][26]。

## 作品

### イメージビデオ
愛萌なの 名義
- なのぶれいく♡（2021年4月21日、イーネット・フロンティア）[27][28]
- なの♡ゆにばーす（2021年7月20日、ラインコミュニケーションズ）[29]
- なの♡セクレート（2021年10月21日、ギルド）[30][31]
- なのクリスタル（2022年2月25日、竹書房）[32][33]
- なの♡グラビティ（2022年5月20日、ラインコミュニケーションズ）[34][35]

仲根なのか 名義
- なのかなの（2023年7月20日、ラインコミュニケーションズ）[36][37]
- オレの彼女（妄想）はこんなにかわいい（2024年3月26日、エアーコントロール）[38]

### 動画配信
仲根なのか 名義
- I-ONE NEXT 仲根なのか（2023年 I-ONE NEXT）[39]
- 妄想なのか（2024年5月31日、ギルド）[40]

### VR
愛萌なの 名義
- apartment Days！ Guest 200（ファンタスティカ）
  - sideA（2021年11月5日）[41]
  - sideB（2021年11月19日）[42]
- すきま時間 〜帰ってきた彼女を布団の中でバレないように覗き見る〜（2021年12月10日、ファンタスティカ）[43]
- Precious Dress Show 12（2022年7月1日、ファンタスティカ）
- バーチャルダイブ 僕の妹が巨乳すぎて困る件（2022年7月15日、ファンタスティカ）

## 出版

### デジタル写真集
愛萌なの 名義
- あふれる愛（2022年1月3日、ギルド）
- ふわふわ（2022年1月15日、ギルド）
- なのと夏の恋（2022年2月9日、ギルド）
- やわらかマシュマロ（2022年5月13日、竹書房）
- 100（2022年5月13日、竹書房）
- 僕の妹が巨乳すぎて困る件（2022年8月10日、ファンタスティカ、撮影：春日一也）

仲根なのか 名義
- 週刊GIRLS-PEDIA 012（2023年4月1日、KADOKAWA）[44]
- 部活は好きじゃないし。 姉セーラースペシャル アサ芸Secret！デジタル写真集（2023年7月24日、徳間書店、撮影：吉田耕一郎）

### ムック
- 姉セーラー2023 〜グラドル12人の制服乱舞〜（2023年1月4日、徳間書店）他モデル：小日向ゆか、藤乃あおい、平嶋夏海、桜井木穂、佐々木萌香、星名美津紀、鈴木優香、未梨一花、橋本梨菜、山田かな、達家真姫宝 ISBN 978-4197105557[45]

### カレンダー
- ラストなの!? 愛萌なの2023年カレンダー（2022年12月17日、G-STYLE）[46]

### トレーディングカード
- 仲根なのか ファースト・トレーディングカード（2024年2月10日、ヒッツ）[47]

### 雑誌
- 週刊プレイボーイ
  - 2021年3月15日号
  - 2021年7月26日号
  - 2021年8月9日号
- 金のEX DVD Vol.1 2021年4月号
- EX MAX! 
  - 2021年4月号
  - 2021年9月号
- ドカント 2021年5月号
- 週刊アスキー No.1335号（角川アスキー総合研究所）
- ヤングチャンピオン 2021年12号
- FLASH 2021年6月8日号
- 月刊少年チャンピオン 2021年7月号
- 週刊アサヒ芸能 2021年6月24日号
- 週刊実話 2021年7月22日号
- 別冊ラヴァーズ Vol.7号
- MEN'S DVD 2021年 9月号
- アサ芸Secret!
  - Vol.71号 2021年9月12日号
  - Vol.73号 2022年1月1日号
- キスカ 2021年9月号
- 週刊実話ザ・タブー 2021年12月10日号
- グラビアガールズCute&Boin
- EX MAX! Special Vol.164号
- 臨増ナックルズDX Vol.27号
- 月刊アームズマガジン 2022年2月号

## 出演

### テレビ番組
- グラドル向上委員会（仮）#11（2021年12月20日、BSスカパー!）- MC：橋本梨菜、共演：原つむぎ、月城まゆ[48]

### ウェブ配信
- 図工の時間 #2（2022年3月1日、東京Lily、YouTube）共演：日向葵衣、村上りいな、原つむぎ[49]
- ヒロミ・指原の“恋のお世話始めました”（2022年9月1日、ABEMA）[50]
- 佐久間宣行のNOBROCK TV（2023年5月3日、YouTube）[51]

### ラジオ番組
- 塩地美澄のふくろとじラジオ（2023年3月24日[52]、3月31日[53]、TOKYO FM、AuDee）- ゲスト

### 音声配信
- よゐこ有野のノーギャラジオ（Radiotalk）
  - 愛萌なの（2022年6月6日）[54]
  - 仲根なのか（2023年6月26日）[55]

### 映画
- TURNING POINT（2022年4月9日 - 10日、エンタメイティブ株式会社）- 槇原彩奈 役[56]

### 舞台
- 朗読エンターテイメント『Greif4』
  - （2021年9月1日 - 5日、オメガ東京）- Bチーム[57]
  - （2022年6月22日 - 26日、新宿スターフィールド）- Aチーム[58]